# ロケッティア
『ロケッティア』（The Rocketeer）は、アメリカン・コミックスのアクション、冒険、SF漫画の作品名、及びその主人公（クリフ・シーコード（Cliff Secord））のスーパーヒーローとしての呼び名、又はこの漫画を原作として1991年に封切られたアメリカ映画。漫画の作者はデイブ・スティーブンス。

## 概要
第二次世界大戦勃発前の1938年のアメリカ。スタント・パイロット（曲芸飛行を行う操縦士）だったクリフは、ある日謎の背負い式のロケットパック（飛行装置）を偶然手に入れ、それにより生身で空を飛べるようになった。飛行中の彼は、断熱効果のある飛行服を着て、方向舵の役割を果たすフルフェイス型ヘルメットを被っているので、一般人には正体を知られていない。

## 映画
1991年にアメリカで映画化された。
この映画では、ロケットパックはハワード・ヒューズが作らせた試作品であり、開発当初は燃料タンクが過熱により爆発するという問題を抱えていたが、燃料タンクの壁を二重にして冷却することで解決している。同時期にナチスが開発していたロケットパックにも同様の欠陥が存在していたが、それに先駆けて実用化に成功している。
また、試作機故に方向変換の方法についても未確定の状態であったようだが、クリフは友人の技師ピーヴィーが製作した方向舵付きのヘルメットを被る事により欠点を解消したという設定である。

### ストーリー
1938年のロサンゼルスで、エディ・バレンタインの一味のギャングたちが航空王ハワード・ヒューズから「ロケットパック」の試作品を盗む。追跡する警察やFBIからの逃走中、運転手は飛行場に逃げ込み、格納庫にあった老朽化した複葉機のコックピットにロケットパックを隠す。追跡が続く中、スタントパイロットのクリフ・シーコードの黄色と黒のジービーZ単葉機が破壊され、彼のエアレーサーとしてのキャリアに終止符が打たれる。映画スターのネビル・シンクレアは、ロケットパックを盗むためにバレンタインの手下を雇い、その在り処を探るために自分の怪物のような手下であるローサーを送り込む。一方、クリフと彼の飛行機整備士ピービーはロケットパックを発見し、飛行テストを開始する。
クリフのガールフレンドは女優志望のジェニー・ブレイクで、シンクレアの最新作に端役で出演している。最近起きた出来事が2人の関係に亀裂を生じさせている。撮影のスタジオでシンクレアは、ジェニーに謝りに来たクリフがジェニーにロケットパックのことを話しているのを耳にし、彼女を夕食に招待する。その後、地元の航空ショーで、クリフはロケットパックを使って、クリフが仕事を失わないために彼の代役の道化師としてカーチスJNジェニー複葉機を操縦していた、年老いた友人マルコムを救出する。これにより、クリフは即座に注目を集めるようになるが、同時にシンクレアとFBIが彼を追うことになってしまう。
シンクレアはロケットパックを見つけるためにローサーをクリフとピービーの家に向かわせる。その直後にFBIが到着するが、クリフとピービーは逃走し、ローサーはピービーの設計図を盗み出す。その後、飛行場近くのダイナーで、クリフとピービーは数人のバレンタイン配下のギャングに監禁される。2人はジェニーとシンクレアのデートとロケットパックの捜索へのシンクレアの関与について知る。ダイナーの常連客たちはギャングたちを押さえ込むが、流れ弾がロケットパックの燃料タンクに穴を開け、ピービーがチューインガムで一時的に補修する。クリフはロケットパックを使いサウスシーズクラブに急行し、そこでジェニーに自分がロケッティアの正体であることを明かす。バレンタインの一味が到着し、その後の乱闘の中でシンクレアがジェニーを誘拐する。
シンクレアの家で彼はジェニーを誘惑しようとするが、彼女は隙を見て彼を花瓶で殴り倒し、彼がナチスドイツのスパイであることを知る。彼女はすぐに再び捕らえられ、クリフに自分の命と引き換えにロケットパックをグリフィス天文台に持ってくるように言わされる。その直後、クリフはFBIに逮捕され、ハワード・ヒューズの元に連行される。ヒューズは、彼のロケットパックはナチスの科学者がまだ開発出来ていないものと同様の試作品であると説明する。彼はまた、ロケットパックを使って米国に侵攻する特殊飛行部隊を描いたナチスのプロパガンダ映画も見せた。彼はまた、FBIがヴァレンタインの一味を雇っているナチスのスパイをハリウッドで見つけようとしていると言い、クリフはそのスパイがシンクレアであることを説明する。ヒューズとFBIがロケットパックの返還をクリフに要求すると、クリフは逃走するが、うっかり自分の行先に関する手掛かりを残してしまう。
クリフはグリフィス天文台に急行し、そこでシンクレアはクリフにロケットパックを引き渡すよう要求する。クリフはエディにシンクレアがナチスのスパイであることをバラし、激怒したバレンタイン一味はシンクレアに武器を向ける。しかし、シンクレアは、隠れていた重武装したナチスの部隊を出動させ、ドイツの飛行船ルクセンブルク号がシンクレアとナチスの部隊を避難させるために上空に現れる。クリフを密かに追跡していたFBIが突然現れ、彼らとギャングたちは力を合わせてナチスと戦う。シンクレアとローサーはジェニーを飛行船に引きずり込み逃走する。
クリフもロケットパックを使ってルクセンブルクに乗り込むが、その後の格闘中にジェニーが誤って発煙弾を発射し、飛行船の艦橋に火事が起きてしまう。シンクレアはジェニーを人質に取り、クリフにロケットパックを引き渡すよう強要し、クリフは燃料漏れを補修していたチューインガムを密かに取り外した上でロケットパックをシンクレアに渡す。シンクレアはロケットパックを装着して飛び立つが、漏れた燃料に引火し、墜落死する。ルクセンブルク号の爆発によりローサーは死亡するが、クリフとジェニーはピトケアンPCA-2オートジャイロを操縦するハワード・ヒューズとピービーによって間一髪救出される。
その後、ヒューズはクリフに新品のジービーZエアレーサーとビーマン印のガムをプレゼントする。ヒューズが去ると、ジェニーはシンクレアの家で見つけていたピービーの盗まれたロケットパックの設計図を彼に返す。ピービーは、何点か改善すれば、更に優れたものを作れると言う。

### 登場人物
クリフ・シーコード（Cliff Secord）
本作の主人公。クリフは愛称であり、本名はクリフォード。成功を夢見る航空機レースのパイロット。墜落防止のお守り代わりに、自分が噛んだチューインガムを尾翼に付ける癖がある。ピーヴィーの新型飛行機でレースに出場しようとしていたが、飛行機を壊され、曲芸飛行で生計を立てることになってしまう。そのときに偶然発見したロケットパックで彼はロケッティアとなる。ちなみにロケッティアと言う名は、航空ショーの主催者ビゲロがパイオニアと書かれた看板を見て思いついた名前。女優のジェニーと付き合っている。
ジェニー・ブレイク（Jenny Blake）
ハリウッドの売れない女優であり、クリフの恋人。クリフが出会うときはスランプに喘いでおり、演技もいまひとつで何度もミスをし、いわゆる降ろされる寸前のクビ寸前だった。クリフと出会うときはあまりのミスから涙を流しながら名乗っている。ネヴィル・シンクレアのファンでもある。ネヴィルの新作「笑う義賊」でセリフのある役を貰えたが、プロデューサーの姪にコネでその役をとられてしまった（プロデューサーの姪は酷い大根役者で、彼女のセリフがあるシーンは28回も撮り直している）。クリフがロケッティアであることを知ったネヴィルが彼女に近付く。
ピーヴィー（Peevy）
クリフの親友のメカニック。ピーヴィーは愛称であり、本名はピーボディ。GEE・BEE機の開発者。クリフにとって父親のような存在でありピーヴィーもクリフを息子同様に可愛がっている。メカニックとしての腕は確かで天才を自称するほど。ロケットパックに改良を施し、方向舵付きのヘルメットを開発した。ロケットパックを更にパワーアップさせるための設計図は開発者のハワード・ヒューズも感心するほど。
ハワード・ヒューズ
実在の大富豪。シラスX-3の開発者であり、本来は（自分がやりたいからというのもあったが）誰もが飛べる時代を夢見て開発したが、実験飛行で死者を2人も出し、更に政府が兵器転用する気満々であることを察知し、実用化を急かす政府の役人に対して設計図を焼却処分することで自らの意思を表明した。その後もクリフたちと接触し、協力している。
ネヴィル・シンクレア（Neville Sinclair）
表向きはハリウッドの売れっ子俳優。裏ではナチスのスパイ。紳士的な役で高い人気を誇る。クリフやその仲間にはキザな男と酷評された。ハワード・ヒューズが開発したロケットパックを狙う。
飛行船ルクセンブルク号の機上でクリフと対決し、ジェニーと引き換えにロケットパックを手に入れる。しかし、クリフが燃料タンクの穴を塞ぐガムをはがして渡したため、燃料漏れに気づかないままロケットに点火してしまい、爆発して火の玉となりながらハリウッドサインに墜落し死亡する。
実際にナチスとの関係が噂されていた俳優･エロール・フリンがモデル。
エディー・ヴァレンタイン（Eddie Valentine）
マフィアのボス。ネヴィルに依頼され、ロケットパックを盗む指示を手下に出す。悪党ではあるが、生粋のアメリカ人で、ネヴィルがナチスのスパイだと知った後は一転してクリフらの味方になる。また、部下を大切にする一面があり、ロケットパックの一件で部下が殺されたことに怒りを覚えていた。クライマックスのナチス部隊との銃撃戦では、自らトミーガンを撃って応戦している。
ローサー（Lothar）
ネヴィルに雇われた殺し屋。2メートル以上は確実にあろう巨体と、人間を半分に折り曲げてしまう怪力を持つ大男。飛行船で落下防止のためのベルトを着用しクリフを迎え撃つも、ロケットパックで突進され倒される。その後、クリフたちが脱出する際に自力で機上に這い上がり、再び襲い掛かるが、その直後炎上していたコックピットの火が飛行船の水素ガスに引火、爆発したため、逃げようとするも付けていた命綱が仇となり逃げ切れず、爆発に巻き込まれて死亡した。

### 登場するメカ

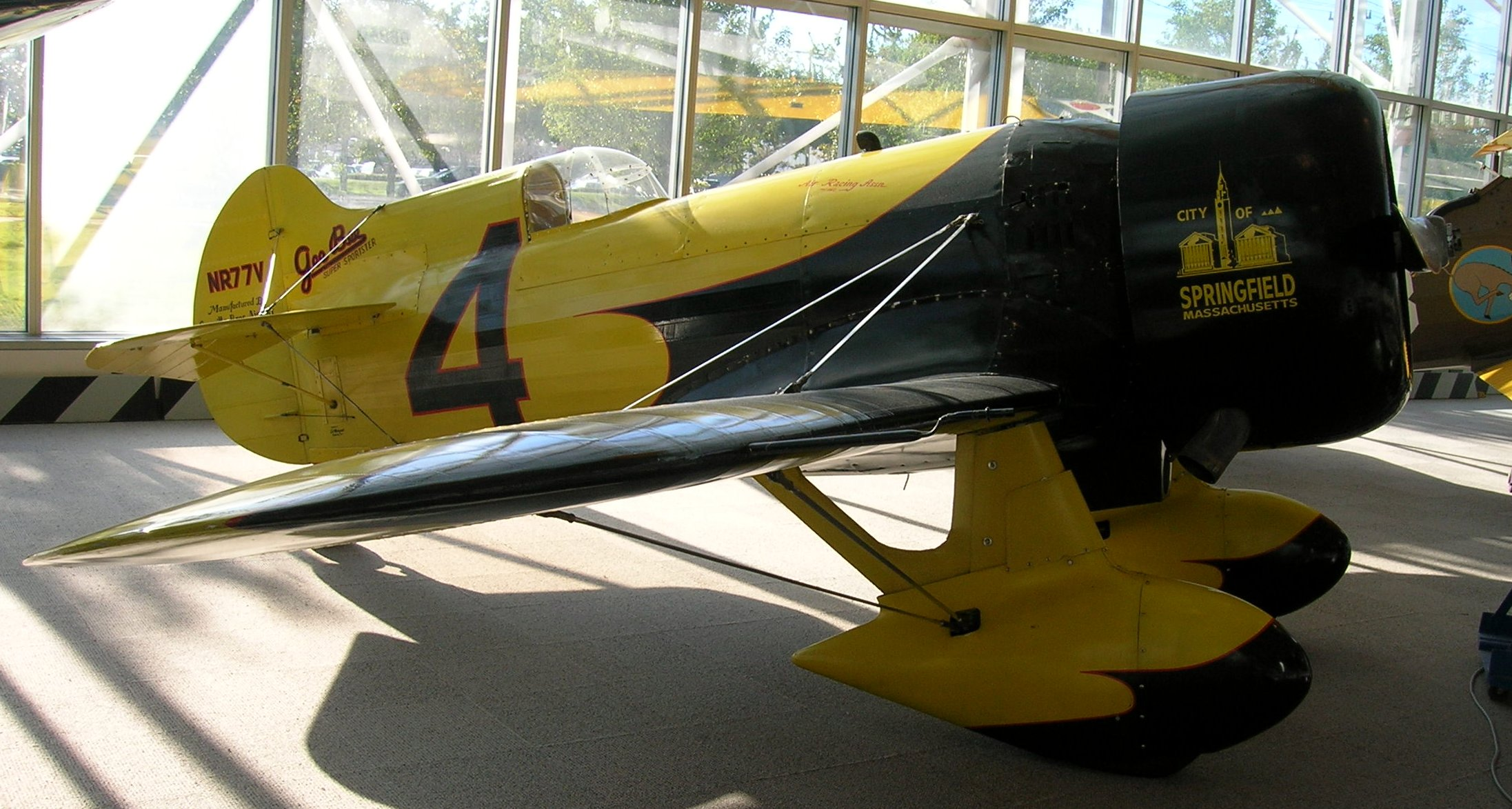
映画と同じ塗装が施されたジービー（Museum of Flight蔵）

シラス-X3（ロケットパック）
アメリカ軍が開発した、背中に背負うだけで空を飛べる夢のような機械。
ナチスのスパイのネヴィル・シンクレアがマフィアをそそのかして盗もうとした。盗んだマフィアの一人が追い詰められ、ピーヴィーの格納庫の中にあるオンボロ機の中に隠したが、クリフに発見される。
本体をベルトで体に固定し、手にはめた点火装置のボタンを押す事でロケットが点火する。燃料はアルコールである。
燃料タンクの壁が二重でオーバーヒートの心配はなく、クリフたちが発見したあと、ピーヴィーが改良を施し、ロケットの噴射の強さを自動車のアクセルの要領で行えるようになった。
ブルドックカフェに隠した際、マフィアの撃った流れ弾が当たって燃料タンクに穴が開いてしまうが、応急処置でクリフがお守り代わりに付けていたチューインガムで穴を塞いでいる。
開発者であるハワード・ヒューズは、兵器に利用されると悟り、設計図を燃やした上に、さらに、終盤の飛行船での乱闘の後、ネヴィルが燃料漏れしているロケットパックを使い、墜落したため、二度と同じものは造れなくなった。
ただし、ネヴィルに拉致されたジェニーが、ネヴィルの部屋にあったピーヴィーが描いたロケットパックの図面を持ち帰っており、ラストでピーヴィーに返している。
未完成のロケットパック
アメリカ人スパイが持ち帰った映像に映っていた、ナチス軍の開発したロケットパック。
アメリカ軍に先駆けて開発されていたが、燃料タンクがオーバーヒートし爆発してしまう欠点がある。
ナチスはロケット部隊を組織し、世界征服の主力部隊にする計画だった。
ジービー
ピーヴィーが3年の歳月と全財産を注ぎ込んで作った最新プロペラ機。
この飛行機に乗ってクリフは航空機レースの大会に出場する予定だったが、処女飛行の際にFBIとマフィアの銃撃戦の流れ弾を食らい再起不能になる。
黄色いカラーが特徴。
マーベル
ピーヴィーの格納庫にある、年季の入ったボロボロのプロペラ機。舞台となっている第二次大戦の時代でも一昔前の機体だが、一応飛行は出来る。
ジービーの製作資金などのために、クリフはこの機体で航空機レースイベントの中でアクロバット飛行などのパフォーマンスを行っていた。ジービーの破損により、再びこの機体を使わなければならなくなった際、クリフの友人で元パイロットのマルカムが勝手に乗り込み、クリフの替わりにアクロバット飛行に挑戦したが、エンジントラブルを起こし、結果として墜落してしまう（マルカムはロケットパックを初めて使用したクリフにより救出されている）。
白いジービー
物語のラストでハワード・ヒューズから感謝の気持ちとしてクリフたちに送られた飛行機。
ハワード・ヒューズが自ら操縦して届けた。GEE・BEEと良く似ている飛行機でホワイトカラーが特徴。機体にはクリフの名前がプリントされている。
撮影に使われたのは1978年にビル・ターナーが製作したジービー モデルZのレプリカで、翼を拡大するなどの改良を行っている。
オートジャイロ
ハワード・ヒューズの家の格納庫に置いてあった機体で、通常のプロペラ機にヘリコプターのローターが付いている。
物語のクライマックスでヒューズとピーヴィーが搭乗し、爆発する飛行船からクリフとジェニーを救出するために使用。
ルクセンブルク号
ナチスドイツの飛行船。アメリカとの平和的外交のためにアメリカを訪問する。
ロケットパックとネヴィルをドイツまで運ぶための裏の目的を持っていた。

### キャスト
| 役名                     | 俳優                   | 日本語吹替 | 日本語吹替 |
| 役名                     | 俳優                   | ソフト版 | テレビ朝日版 |
| ------------------------ | ---------------------- | --- | --- |
| クリフ・シーコード       | ビル・キャンベル       | 山寺宏一 | 堀内賢雄 |
| ジェニー・ブレイク       | ジェニファー・コネリー | 井上喜久子 | 井上喜久子 |
| ピーヴィー               | アラン・アーキン       | 青野武 | 田中信夫 |
| ネヴィル・シンクレア     | ティモシー・ダルトン   | 小川真司 | 小川真司 |
| エディー・ヴァレンタイン | ポール・ソルヴィノ     | 飯塚昭三 | 富田耕生 |
| ハワード・ヒューズ       | テリー・オクィン       | 吉水慶 | 池田勝 |
| フィッチ捜査官           | エド・ローター         | 大塚明夫 | 有本欽隆 |
| ウーリー捜査官           | ジェームズ・ハンディ   | | |
| ロサー                   | タイニー・ロン         | 島香裕 | 郷里大輔 |
| その他                   | N/A                    | 有本欽隆 藤本譲 村松康雄 竹口安芸子 千田光男 水野龍司 嶋俊介 石森達幸 稲葉実 辻親八 立木文彦 さとうあい 折笠愛 鈴鹿千春 篠原恵美 | 石森達幸 さとうあい 村松康雄 納谷六朗 緒方賢一 池本小百合 榎本智恵子 荒川太郎 西村知道 秋元羊介 鈴鹿千春 喜田あゆ美 沢木郁也 増岡弘 小室正幸 古田信幸 辻親八 大川透 |
|                          |                        | | |
| 演出                     |                        | 高橋剛 | 伊達康将 |
| 翻訳                     |                        | 徐賀世子 | 徐賀世子 |
| 調整                     |                        | 荒井孝 （オムニバス・ジャパン）                                                                                                  | 荒井孝 （オムニバス・ジャパン） |
| 効果                     |                        | | リレーション |
| プロデューサー           |                        | | 松田佐栄子 |
| 制作                     |                        | 東北新社 | 東北新社 |

- ソフト版吹き替え - VHS・DVD・BD収録
- テレビ朝日版吹き替え - 初回放送1994年10月23日『日曜洋画劇場』

### スタッフ
- 監督：ジョー・ジョンストン
- 製作：チャールズ・ゴードン、ローレンス・ゴードン、ロイド・レヴィン
- 製作総指揮：ラリー・J・フランコ
- 脚本：デイブ・スティーブンス（英語版）（原作）、ダニー・ビルソン（英語版）、ポール・デ・メオ（英語版）
- 撮影：ヒロ・ナリタ
- 音楽：ジェームズ・ホーナー
- 編集：ピーター・ロンズデール、アーサー・シュミット
- VFX：ILM

## ゲーム
- ロケッティア (1992年2月28日、スーパーファミコン、Information Global Service)

レース、横スクロールアクション、ガンシューティング、格闘など、様々な要素が混在した作品。最初のレースが無駄に長くて難しいため、多くの当時のプレイヤーがそこでゲームを放棄したという。原作映画の内容を楽しめない上に場面ごとにゲームの内容が変わり過ぎることから、ゲームとしての評価は低い。